# Francesco Albergati Capacelli

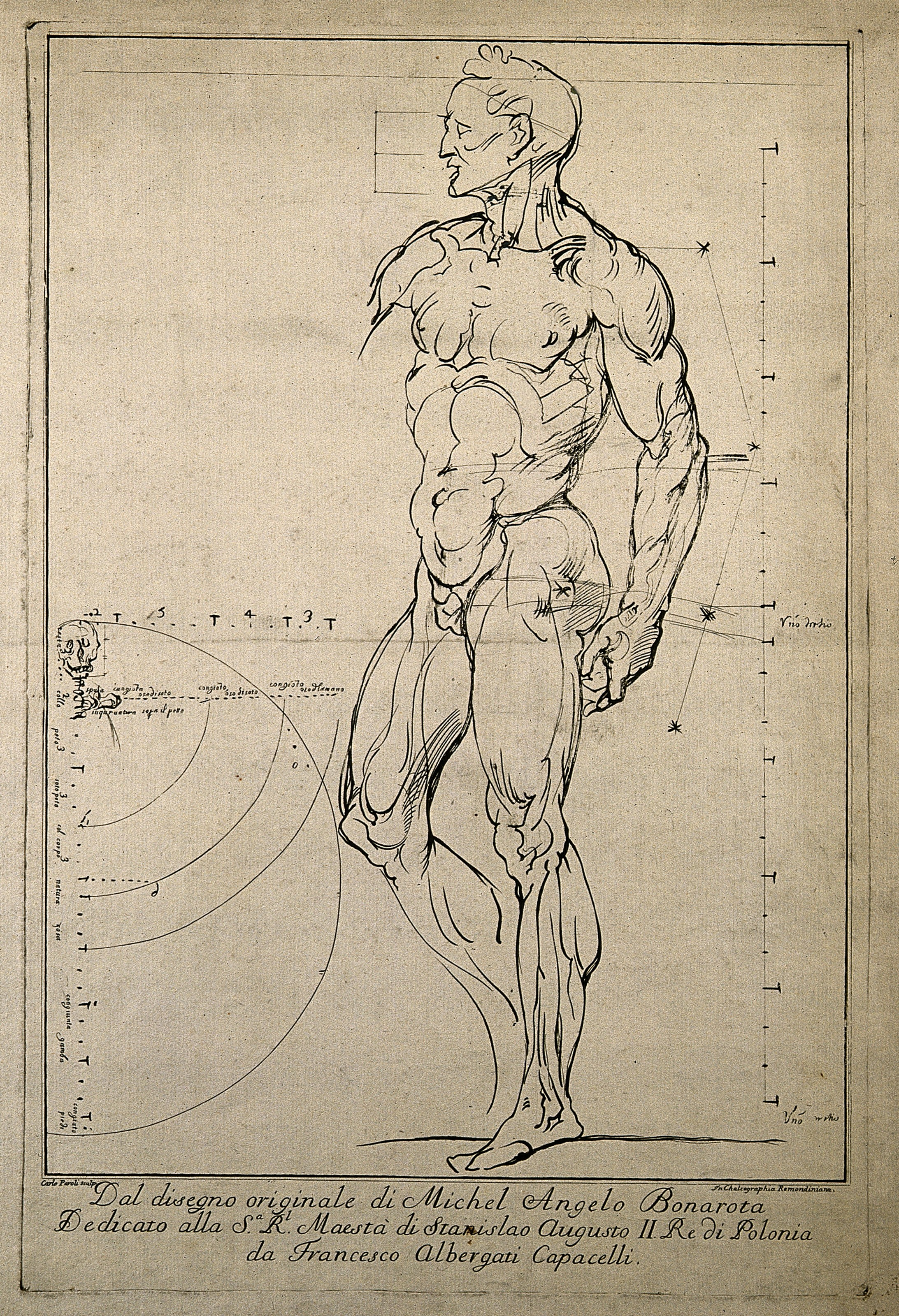

Stemma Albergati

(Francesco Albergati Capacelli, Dalla prefazione a Le convulsioni)
Francesco Albergati Capacelli (Bologna, 19 aprile 1728 – Zola Predosa, 16 marzo 1804) è stato uno scrittore, politico e commediografo italiano.

## Biografia
Marchese bolognese, ebbe un ruolo importante nelle istituzioni della sua città ma la sua passione era l'arte drammatica cui dedicò il suo tempo e il suo patrimonio. Sia nella sua tenuta di campagna a Zola Predosa sia nella sua residenza bolognese fece erigere dei teatri nei quali inscenava con amici delle rappresentazioni teatrali per le quali scriveva anche i testi che divennero nel tempo conosciuti e apprezzati. Amico di Alfieri e corrispondente di Voltaire. Con Carlo Goldoni intessé un fitto epistolario interessante per conoscere lo stato del teatro italiano della seconda metà del Settecento.
La sua vita privata fu piuttosto burrascosa. Si sposò tre volte. Fu accusato di avere ucciso la seconda moglie (Caterina Boccabadati, in veneto "Cattina") in un impeto di gelosia e nel 1785 dovette fuggire da Zola Predosa. Vi fece ritorno dopo parecchi anni durante i quali soggiornò in diverse città.
È sepolto con la famiglia Albergati nell'arco del portico nord del Chiostro annesso al Maggiore del cimitero monumentale della Certosa di Bologna. Un precedente monumento a lui dedicato e già dedicato a Vianesio Albergati, era stato esposto durante l'epoca napoleonica nel Chiostro del 1500 della Certosa, per poi essere ricollocato nella Chiesa di San Francesco in cui si trovava in origine.

## Opere
- Le convulsioni, Commedia in prosa d'un atto solo
- Nuovo Teatro Comico (1774-78),  raccolta in cinque volumi, tra cui Le convulsioni, Il ciarlatano maldicente, Pregiudizi del falso onore
- Novelle morali ad uso dei fanciulli, 1779
- Il Saggio Amico, Commedia, 1769
- Pasquale ossia Il postiglione burlato, dramma di Francesco Albergati Capacelli e F. Malaspina, ridotto in un atto da Filippo Pallavicino

## Traduzioni
- Ines de Castro, dramma francese di Houdart De La Mothe
- Il conte di Commingio, dramma francese di François-Thomas-Marie de Baculard d'Arnaud, tradotto in versi sciolti, Verona, Stamperia Moroni, 1767
- La Fedra  di Jean Racine

## Raccolte epistolari
- Lettere piacevoli, se piaceranno (1792) a G. Compagnoni
- Lettere varie (1793) a Francesco Bertazzoli.
- Raccolta delle Lettere capricciose di Francesco Albergati Capacelli e di Francesco Zacchiroli dai medesimi capricciosamente stampate, Venezia, 1786, pagine 365[5].